# امیکرون خرس بزرگ
اُمیکرون خرس بزرگ یا پوز خرس یک ستاره است که در صورت فلکی خرس بزرگ قرار دارد.